# Arrondissement de Foix
L'arrondissement de Foix est une division administrative française située dans le département de l'Ariège, en région Occitanie.

## Composition
Liste des cantons de l'arrondissement de Foix :
- canton de Haute-Ariège (48 communes) ;
- canton de Foix (6 communes) ;
- canton de Pamiers-1 (3 communes)
- canton du Pays d'Olmes (2 communes) ;
- canton de Sabarthès (32 communes) ;
- canton du Val d'Ariège (28 communes).

Par arrêté préfectoral du 29 décembre 2016, les arrondissements de l'Ariège ont été redécoupés au 1er janvier 2017.

### Découpage communal depuis 2015
Depuis 2015, le nombre de communes des arrondissements varie chaque année soit du fait du redécoupage cantonal de 2014 qui a conduit à l'ajustement de périmètres de certains arrondissements, soit à la suite de la création de communes nouvelles. Le nombre de communes de l'arrondissement de Foix est ainsi de 135 en 2015, 135 en 2016, 119 en 2017 et 115 en 2019.
Au 1er janvier 2024, l'arrondissement groupe les 114 communes suivantes :
1. Albiès
2. Alliat
3. Appy
4. Arabaux
5. Arignac
6. Arnave
7. Artigues
8. Artix
9. Ascou
10. Aston
11. Aulos-Sinsat
12. Auzat
13. Axiat
14. Ax-les-Thermes
15. Baulou
16. Bédeilhac-et-Aynat
17. Bénac
18. Bestiac
19. Bompas
20. Le Bosc
21. Bouan
22. Brassac
23. Burret
24. Les Cabannes
25. Calzan
26. Capoulet-et-Junac
27. Carcanières
28. Caussou
29. Caychax
30. Cazaux
31. Cazenave-Serres-et-Allens
32. Celles
33. Château-Verdun
34. Cos
35. Coussa
36. Crampagna
37. Dalou
38. Ferrières-sur-Ariège
39. Foix
40. Ganac
41. Garanou
42. Génat
43. Gestiès
44. Gourbit
45. Gudas
46. L'Herm
47. L'Hospitalet-près-l'Andorre
48. Ignaux
49. Illier-et-Laramade
50. Lapège
51. Larcat
52. Larnat
53. Lassur
54. Lercoul
55. Lordat
56. Loubens
57. Loubières
58. Luzenac
59. Malléon
60. Mercus-Garrabet
61. Mérens-les-Vals
62. Miglos
63. Mijanès
64. Montaillou
65. Montégut-Plantaurel
66. Montgailhard
67. Montoulieu
68. Niaux
69. Orgeix
70. Orlu
71. Ornolac-Ussat-les-Bains
72. Orus
73. Pech
74. Perles-et-Castelet
75. Le Pla
76. Prades
77. Pradières
78. Prayols
79. Le Puch
80. Quérigut
81. Quié
82. Rabat-les-Trois-Seigneurs
83. Rieux-de-Pelleport
84. Rouze
85. Saint-Bauzeil
86. Saint-Félix-de-Rieutord
87. Saint-Jean-de-Verges
88. Saint-Martin-de-Caralp
89. Saint-Paul-de-Jarrat
90. Saint-Pierre-de-Rivière
91. Saurat
92. Savignac-les-Ormeaux
93. Ségura
94. Senconac
95. Serres-sur-Arget
96. Siguer
97. Sorgeat
98. Soula
99. Surba
100. Tarascon-sur-Ariège
101. Tignac
102. Unac
103. Urs
104. Ussat
105. Val-de-Sos
106. Varilhes
107. Vaychis
108. Vèbre
109. Ventenac
110. Verdun
111. Vernajoul
112. Vernaux
113. Verniolle
114. Vira

## Démographie
En 2022, l'arrondissement comptait 48 272 habitants.
| 1968   | 1975   | 1982   | 1990   | 1999   | 2006   | 2011   | 2016   | 2021   |
| ------ | ------ | ------ | ------ | ------ | ------ | ------ | ------ | ------ |
| 51 148 | 52 016 | 51 856 | 51 790 | 50 114 | 51 817 | 52 144 | 47 572 | 47 794 |

| 2022   | - | - | - | - | - | - | - | - |
| ------ | - | - | - | - | - | - | - | - |
| 48 272 | - | - | - | - | - | - | - | - |